# يو إف سي ليلة القتال: فيغيريدو ضد بينافيدز 2
يو إف سي ليلة القتال: فيغيريدو ضد بينافيدز 2 (بالإنجليزية: UFC Fight Night: Figueiredo vs. Benavidez 2)‏ هو حدث لفنون القتال المختلطة نظمته يو إف سي، أُقيم في 19 يوليو 2020، على جزيرة ياس في أبو ظبي، الإمارات العربية المتحدة.